# Annów (województwo lubelskie)
Annów – wieś w Polsce położona w województwie lubelskim, w powiecie lubelskim, w gminie Zakrzew.
W latach 1975–1998 wieś administracyjnie należała do województwa zamojskiego.
Wieś stanowi sołectwo Zakrzew. Według Narodowego Spisu Powszechnego z roku 2011 liczyła 241 mieszkańców.